# Anna Gaylor
Pour les articles homonymes, voir Gaylor.
Anna Gaylor, est une actrice française, née le 13 mai 1932 dans le 12e arrondissement de Paris et morte le 20 septembre 2021 à Saint-Denis.
Elle est notamment connue pour ses rôles dans La Vie à l'envers (1964) d'Alain Jessua et dans le feuilleton Les Oiseaux rares (1969) de Jean Dewever.

## Biographie

### Enfance
Anna Marie Tamora Senioutovitch naît le 13 mai 1932 dans le 12e arrondissement de Paris.

### Carrière
Élève du Conservatoire national supérieur d'art dramatique aux côtés, entre autres, de Jean Rochefort, Jean-Pierre Marielle et Jean-Paul Belmondo, elle fait ses débuts au théâtre dans les années 1950 et, après avoir tenu quelques petits rôles à la télévision et au cinéma, elle joue dans deux productions britanniques, notamment dans Les Sept Tonnerres de Hugo Fregonese où elle tient un premier rôle aux côtés de Stephen Boyd (1957), puis dans Rencontre au Kenya de Ken Annakin où elle côtoie Belinda Lee et Michael Craig (1958).
Elle est par la suite omniprésente dans les films réalisés par Alain Jessua qui fut son mari ; elle apparaît, entre autres, dans La Vie à l'envers (1964), Jeu de massacre (1966), Traitement de choc (1973).
Tout en poursuivant une intense carrière théâtrale, elle est également très présente à la télévision, notamment dans plusieurs séries ; son rôle le plus populaire à la télé est celui de Madame Florence Massonneau, la mère des cinq filles - dont Claude Jade et Dominique Labourier - dans le feuilleton Les Oiseaux rares (1969). Au début des années 1980 elle est la maman de Véronique Jannot dans Pause café (1981). En 2011, elle interprète la mère de Christian Clavier dans le film réalisé par celui-ci, On ne choisit pas sa famille.
En 2021, elle joue son propre rôle dans deux épisodes du sitcom comique Les Aventures d'Aytl Jensen.

### Vie privée
En 1961, elle se marie avec le réalisateur Alain Jessua avec lequel elle a un fils : Frédéric Jessua.

### Mort
Elle meurt le 20 septembre 2021 à Saint-Denis, à l'âge de 89 ans. Ses obsèques ont lieu le 28 septembre 2021 au crématorium du cimetière du Père-Lachaise, où elle est incinérée.

## Filmographie

### Cinéma
- 1956 : Mannequins de Paris d'André Hunebelle : Louisette
- 1957 : Les Collégiennes d'André Hunebelle : Geneviève
- 1957 : Les Sept Tonnerres (Seven Thunders) de Hugo Fregonese : Lise
- 1958 : Rencontre au Kenya (Nor the Moon by Night) de Ken Annakin : Thea Boryslawski
- 1960 : La Chatte sort ses griffes d'Henri Decoin : Mademoiselle Lepage, l'assistante sociale
- 1960 : Les Lionceaux de Jacques Bourdon : Juliette Eroli
- 1961 : Min kone fra Paris de Lau Lauritzen et Lisbeth Movin : Colette
- 1962 : Les Bonnes Causes de Christian-Jaque: amie de Gina
- 1964 : Tous les enfants du monde, court métrage d'André Michel : la maîtresse
- 1964 : La Vie à l'envers d'Alain Jessua : Viviane
- 1965 : La Tête du client de Jacques Poitrenaud : Janine, la femme de l'agent André
- 1967 : Jeu de massacre d'Alain Jessua : Lisbeth
- 1973 : Traitement de choc d'Alain Jessua : Mademoiselle Denise
- 1973 : Les Granges brûlées de Jean Chapot : l'institutrice
- 1974 : Juliette et Juliette de Remo Forlani : la femme chauffeur de taxi
- 1974 : La moutarde me monte au nez de Claude Zidi : la femme qui se trompe de chambre
- 1975 : Cousin, Cousine de Jean-Charles Tacchella : la gynécologue du Planning familial
- 1975 : L'Incorrigible de Philippe de Broca : Madame de Pontalec
- 1977 : Armaguedon d'Alain Jessua : Une commerçante du voisinage
- 1977 : Julie pot de colle de Philippe de Broca : Mademoiselle Poinsot
- 1977 : … Comme la lune de Joël Séria : Jeanine
- 1978 : Tendre Poulet de Philippe de Broca : la concierge
- 1979 : Le Cavaleur de Philippe de Broca : la concierge
- 1979 : Les Chiens d'Alain Jessua : Madame Colin
- 1980 : On a volé la cuisse de Jupiter de Philippe de Broca : la femme du touriste français
- 1980 : Je vais craquer de François Leterrier : la voisine
- 1982 : Paradis pour tous d'Alain Jessua : une agent d'assurance
- 1982 : Une chambre en ville de Jacques Demy : Madame Pelletier
- 1984 : Corsican Brothers (Cheech & Chong's The Corsican Brothers) de Tommy Chong : la propriétaire du magasin #1
- 1984 : Frankenstein 90 d'Alain Jessua : Corona
- 1984 : Une Américaine à Paris (American Dreamer) de Rick Rosenthal : la femme à la librairie
- 1985 : L'Été prochain de Nadine Trintignant : une cliente de l'hôtel
- 1985 : Moi vouloir toi de Patrick Dewolf : la mère de Patrick
- 1986 : La Gitane de Philippe de Broca : la femme aux boucles
- 1986 : Le Môme d'Alain Corneau : la mère de Willie
- 1988 : En toute innocence d'Alain Jessua : Anna
- 1991 : Aujourd'hui peut-être... de Jean-Louis Bertuccelli : Delphine
- 1991 : Les Clés du paradis de Philippe de Broca : la mère de Marie
- 1993 : Les Visiteurs de Jean-Marie Poiré : Thibeaude de Montfaucon, mère de Godefroy
- 1994 : Neuf mois de Patrick Braoudé : la mère de Mathilde
- 1995 : Les Anges gardiens de Jean-Marie Poiré : la mère du Père Hervé Tarain
- 1997 : Le Bossu de Philippe de Broca : une dame bourgeoise
- 1999 : Le Gang des TV, court métrage d'Artus de Penguern
- 2000 : Meilleur Espoir féminin de Gérard Jugnot : Madame Favart
- 2001 : Oui, mais… d'Yves Lavandier : la femme en pleurs
- 2001 : Grégoire Moulin contre l'humanité d'Artus de Penguern : la libraire
- 2003 : Le Cœur des hommes de Marc Esposito : la mère de Manu
- 2004 : Vipère au poing de Philippe de Broca : Madame Chadu, la concierge
- 2005 : Un Oiseau Sans Ailes de Benjamin Barthélémy : La concierge pipelette
- 2007 : Au Pied de mon Arbre de Benjamin Barthélémy : La grand-mère
- 2007 : Le Cœur des hommes 2 de Marc Esposito : la mère de Manu
- 2008 : Georgette Pujenvart et la lettre Chinoise de Benjamin Barthélémy : Georgette Pujenvart
- 2010 : Bloody Crumble, court métrage d'Éric Périssé : Danielle
- 2011 : On ne choisit pas sa famille de Christian Clavier : la mère de César
- 2012 : Le jeu de cette famille, court métrage d'Aytl Jensen : Micheline Perrin
- 2013 : Le Cœur des hommes 3 de Marc Esposito : la mère de Manu
- 2014 : Plus jamais ça !, moyen métrage d'Aytl Jensen : Caroline Guerin
- 2015 : Encore heureux de Benoît Graffin : Madeleine
- 2017 : Ôtez-moi d'un doute de Carine Tardieu : la patiente
- 2018 : Dans la brume de Daniel Roby : Colette
- 2022 : Si loin, si proche 2 de Aytl Jensen : Anna

### Télévision
- 1956 : La Famille Anodin
- 1958 : Si c'était vous, épisode Jeune Fille de Province, de Marcel Bluwal
- 1959 : La Marquise d'O : Sophia
- 1959 : La caméra explore le temps, épisode La Citoyenne Villirouët de Guy Lessertisseur
- 1959 : En votre âme et conscience : L'Affaire Benoît" de Claude Barma
- 1960 : La caméra explore le temps, épisode L'énigme Ravaillac : Jacqueline d'Escoman
- 1960 : Destination Danger, épisode La fille qui aimait les soldats (The Girl Who Liked GI's) : Victoria Lotsbeyer
- 1960 : Les Cinq Dernières Minutes, épisode Dernier cri, de Claude Loursais
- 1966 : Anatole de Jean Valère : Elsa
- 1967 : Salle n° 8 : Madeleine
- 1969 : Les Oiseaux rares : Florence Massonneau
- 1971 : Des yeux, par milliers, braqués sur nous d'Alain Boudet
- 1971 : Les Enquêtes du commissaire Maigret de Claude Barma, épisode : Maigret à l'école : Madame Gastin
- 1972 : La Tragédie de Vérone : Mme Betz
- 1973 : Au théâtre ce soir, pièce La Tête des autres de Marcel Aymé, mise en scène Raymond Rouleau, réalisation Georges Folgoas, Théâtre Marigny
- 1975 : Salavin : Mme Lanoue
- 1975 : La Fleur des pois : Mme de Villemain
- 1976 : La Jalousie : une dactylo
- 1976 : Adios d'André Michel : Jeanne Dutoit
- 1979 : Au théâtre ce soir, pièce À vos souhaits de Pierre Chesnot, mise en scène Claude Sainval, réalisation Pierre Sabbagh, Théâtre Marigny
- 1979 : La Mouette : Paulina Audreevna
- 1979 : Le Baiser au lépreux d'André Michel : Mme d'Arthiailh
- 1980 : Tout le monde m'appele Pat : la mère
- 1980 : Notre bien chère disparue : Mme Hachette
- 1981 : Pause café : Mme Mazart
- 1981 : Le Rembrandt de Verrières : Jeanne
- 1986 : Le Cœur du voyage : Marie M.
- 1986 : Coulisses : Paulette
- 1987 : La Course à la bombe
- 1987 : Les Enquêtes du commissaire Maigret, épisode : Maigret chez le ministre de Louis Grospierre
- 1987 : Florence ou La vie de château : Mme Boutines
- 1988 : Les Cinq Dernières Minutes Pour qui sonne le jazz de Gérard Gozlan
- 1989 : La Vie en couleurs
- 1989 : Les Cinq Dernières Minutes : Mort d'orque, réalisation Gérard Gozlan
- 1990 : Tribunal : Épisode 233 : Véto au mariage : Simone Montbayard
- 1993 : Regarde-moi quand je te quitte
- 1994 : Maigret, épisode Maigret et le Corps sans tête réalisé par Serge Leroy : la mère d'Antoine
- 1994 : Cœur à prendre
- 1996 : Sur un air de mambo : Yvonne
- 1996 : Crédit bonheur : la mère de Marie-Jo
- 1998 : Qui mange qui ? : Louise
- 1998 : L'Amour à vif : la mère de Thomas
- 1998 : De gré ou de force : Hélène
- 1999 : Julie Lescaut, épisode 3 saison 8, L'affaire Darzac d'Alain Wermus : Mme Chantrel
- 2001 : L'Emmerdeuse : la bourgeoise
- 2006 : En marge des jours : Jeanne
- 2007 : Le Clan Pasquier de Jean-Daniel Verhaeghe : Mme Courtois
- 2008 : L'Ex de ma fille de Christiane Spiero : Mamie
- 2009 : Duel en ville : Rose
- 2011 : Insoupçonnable de Benoît d'Aubert
- 2012 : Je retourne chez ma mère : Tania
- 2012 : Le Désert de l'amour de Jean-Daniel Verhaeghe : Mme Courrèges mère
- 2012 : Storsky et Futch (Sitcom) d'Aytl Jensen : Judith Schultz (2 épisodes)
- 2013 : La Dernière Campagne de Bernard Stora : Mme Desbrus
- 2013 : Super Lola, téléfilm de Régis Musset : Léonie Bollet
- 2014 : Imagine de Maria Lopez : Madeleine
- 2015 : Joséphine, ange gardien, épisode Carpe Diem d'Emmanuel Rigaut : Madame Leprince
- 2021 : Les aventures d'Aytl Jensen de Aytl Jensen : Anna (S01-E3) (S01-E5)

## Théâtre
- 1952 : On ne peut jamais dire de George Bernard Shaw, Théâtre Lancry
- 1955 : Hélène ou la Joie de vivre d'André Roussin, m.e.s. Louis Ducreux, Théâtre de la Madeleine
- 1955 : La locandiera de Carlo Goldoni, Théâtre de Rochefort
- 1956 : Bon appétit, Monsieur de Gilbert Laporte, m.e.s. Alfred Pasquali, Théâtre de l’Athénée
- 1957 : Celle qu'on prend dans ses bras d'Henry de Montherlant, mise en scène Victor Francen, Théâtre des Ambassadeurs
- 1958 : Pattes de Mouches de Marcel Franck, m.e.s. Claude Sainval, Théâtre des Capucines
- 1961 : Le Mariage forcé et L'École des maris de Molière, mise en scène Jean Meyer, Théâtre du Palais-Royal
- 1961 : Le Dépit amoureux de Molière, mise en scène Jean Meyer, Théâtre du Palais-Royal
- 1961 : Le Tartuffe, L'École des femmes de Molière, Les Plaideurs de Racine, m.e.s. Jean Meyer, Théâtre du Palais-Royal
- 1961 : Arlequin serviteur de deux Maitres de Carlo Goldoni, m.e.s Edmond Tamiz, Théâtre Récamier
- 1962 : Le Barbier de Séville de Beaumarchais, m.e.s. Edmond Tamiz, Théâtre Sarah Bernhardt
- 1962 : Montserrat de Emmanuel Roblès, m.e.s. Jean Deschamps, Tournées Jean Deschamps
- 1962 : Amphitryon de Molière, mise en scène Jean Meyer, Théâtre du Palais-Royal
- 1962 : Turlututu de Marcel Achard, mise en scène Jean Meyer, Théâtre Antoine
- 1963 : L'École des maris, Amphytrion, Les Femmes savantes, Les Précieuses ridicules, L'Impromptu de Versailles, Dom Juan de Molière, m.e.s. Jean Meyer, Théâtre du Palais-Royal
- 1964 : Le Pain dur de Paul Claudel, m.e.s. Pierre Franck, Tournées Herbert
- 1968 : Racines d'Arnold Wesker, m.e.s. Edmond Tamiz, Théâtre de l'Ouest parisien
- 1969 : Le Mariage de Figaro de Beaumarchais, mise en scène Jean Meyer, Théâtre des Célestins
- 1970 : Le Malade imaginaire de Molière, m.e.s. Jean Meyer, Théâtre de la Gaîté Lyrique
- 1971 : Ami-ami de Pierre Barillet et Jean-Pierre Gredy, Théâtre de Nice
- 1971 : La Femme Juive de Bertolt Brecht, m.e.s. Marcelle Tassencourt, Théâtre Montansier
- 1971 : Huis clos de Jean-Paul Sartre, m.e.s. Marcelle Tassencourt, Théâtre Montansier
- 1972 : Hadrien VII de Peter Luke, mise en scène Raymond Rouleau, théâtre des Célestins
- 1973 : L'Homme en question de Félicien Marceau, m.e.s. Pierre Franck, Théâtre de l'Atelier
- 1975 : Les Secrets de la comédie humaine de Félicien Marceau, mise en scène Paul-Émile Deiber, Théâtre du Palais-Royal
- 1976 : À vos souhaits ! de Pierre Chesnot, m.e.s. Claude Sainval, Comédie des Champs-Élysées
- 1978 : La Mouette d'Anton Tchekhov, m.e.s. Pierre Franck, Théâtre de l'Atelier
- 1979 - 1981 : La Bonne Soupe de Félicien Marceau, mise en scène Jean Meyer, théâtre des Célestins, Théâtre Marigny
- 1980 : Knock de Jules Romains, mise en scène Jean Meyer, Théâtre des Célestins
- 1980 : L'Arlésienne de Alphonse Daudet, mise en scène Jean Meyer, Théâtre des Célestins
- 1980 : Knock de Jules Romains, m.e.s. Jean Meyer, Théâtre des Célestins
- 1989 : Chat qui peut d'Alan Rossett, m.e.s. Alan Rossett, Théâtre Essaïon,
- 1989 : Une absence de Loleh Bellon, mise en scène Maurice Bénichou, Théâtre des Célestins
- 1990 : Une absence de Loleh Bellon, m.e.s. Maurice Bénichou, Tournées Théâtre Actuel
- 1993 : Zoo ou l'Assassin philanthrope de Vercors, m.e.s. Jean-Luc Tardieu, MCLA de Nantes
- 1994 : My Fair Lady d'Alan Jay Lerner et Frederick Loewe, m.e.s. Alain Marcel, Opéra de Liège
- 1995 : Le Comédien de Sacha Guitry, m.e.s. Annick Blancheteau, Tournées Spectacles 2000
- 1996 : L' Assemblée des Femmes d'Aristophane, m.e.s. Jean-Luc Tardieu, MCLA de Nantes
- 1996 : Crime et Châtiment de Fiodor Dostoïevski, m.e.s. Jean-Claude Idée, Théâtre Mouffetard,
- 1998 : La Mer d'Edward Bond, m.e.s. Jacques Rosner, TNT de Toulouse
- 2000 : Un trait de l'esprit de Margaret Edson, m.e.s. Jeanne Moreau, Théâtre national de Chaillot,
- 2001 : Le Dindon de Georges Feydeau, m.e.s. Francis Perrin, Théâtre des Bouffes-Parisiens,
- 2002 : Ivanov de d'Anton Tchekhov, m.e.s. Jacques Rosner, Théâtre 14
- 2003 : Le soleil n'est plus aussi chaud d'Aldo Nicolaï, m.e.s. Thierry Lavatt, Espace Pierre Cardin
- 2003 : Théorbe de Christian Siméon, m.e.s. Didier Long, Petit Théâtre de Paris
- 2005 : Ces dames de bonne compagnie de Bruno Druart, m.e.s. Pierre Santini, Tournée Nouvelles Scènes
- 2006 : Les Manuscrits du déluge de Michel Marc Bouchard, m.e.s. Laurence Renn, Théâtre Tristan-Bernard
- 2008 : L’Homme qui a vu le Diable de Gaston Leroux, m.e.s. Frédéric Ozier, Théâtre de l’Athénée
- 2009 : Cochons d’Inde de Sébastien Thiéry, mise en scène Anne Bourgeois, Théâtre Hébertot
- 2010 : Cochons d'Inde de Sébastien Thiéry, mise en scène Anne Bourgeois, tournée
- 2011 : Le Début de la fin de Sébastien Thiéry, mise en scène Richard Berry, Théâtre des Variétés
- 2014 : Si on recommençait d'Éric-Emmanuel Schmitt, mise en scène Steve Suissa, Comédie des Champs-Élysées

## Doublage

### Cinéma

#### Films
- Dana Ivey dans :
  - Bons Baisers d'Hollywood (1990) : L'habilleuse
  - L'Amour sans préavis (2002) : Ruth Kelson
- 1984[n 1] : Birdy : Mme Columbato (Cristal Field) (1er doublage)
- 1990 : Les Affranchis : Mickey Conway (Julie Garfield (it))
- 1996 : Étoile du soir : Rosie Dunlop (Marion Ross)
- 1996 : Michael : la juge Esther Newberg (Teri Garr)
- 1997 : Menteur, menteur : Greta (Anne Haney)
- 2004 : Ong-bak : Yai Hom (Boonsri Yindee)

### Télévision

#### Séries télévisées
- 1993-1999 Une nounou d'enfer : Elle-même (Donna Douglas) (saison 6 épisode 14)

## Publication
- 1989 : Marie Dorval - Grandeur et misère d'une actrice romantique, Éditions Flammarion